# Brownie (appareil photographique)
Pour les articles homonymes, voir Brownie (homonymie).
Les Brownie sont une série d’appareils photo simples et bon marché fabriqués par Eastman Kodak de 1900 à 1980. Le premier modèle, lancé en février 1900, était constitué d’un boîtier en carton et d’un objectif à ménisque. Commercialisé au prix de un dollar, il s’adressait à tout un chacun et, de fait, devint très populaire. Son nom s’inspirait des brownies du folklore écossais.
Le Kodak Brownie 6/9 a notamment été utilisé par Raoul Minot pour ses photos clandestines de Paris en 1942.
En 1908, le critique d’architecture Joseph August Lux (de) publia Künstlerische Kodakgeheimnisse (Secrets artistiques de Kodak), où il saluait le potentiel culturel du Brownie. Influencé par la critique catholique de la modernité, il considérait que le faible coût de l’appareil le rendait accessible aux milieux populaires et les incitait à documenter leur quotidien, procurant par là une certaine stabilité face aux mutations induites par la modernité.

## Modèles commercialisés
- Brownie camera original (février à mai 1900)
- Brownie no 1 mai ou juin 1900 à 1901)
- Brownie 2 (1901 - 1933)
- Brownie 2A (1907 - 1933)
- Beau Brownie no 2 et 2a (1930 – 1933) : Plus petit que ses prédécesseurs grâce à un tirage optique plus court, il était disponible en cinq combinaisons bicolores avec un design Art déco dû à Walter Dorwin Teague.
- Brownie Junior Six-20  (1933-)[5]
- Brownie Hawkeye (1949 – 1961) : En bakélite noire et surmonté d’un flash
- Brownie 110 (1980) : Lancé en format 110, pour le centenaire de la fondation de Kodak[2]

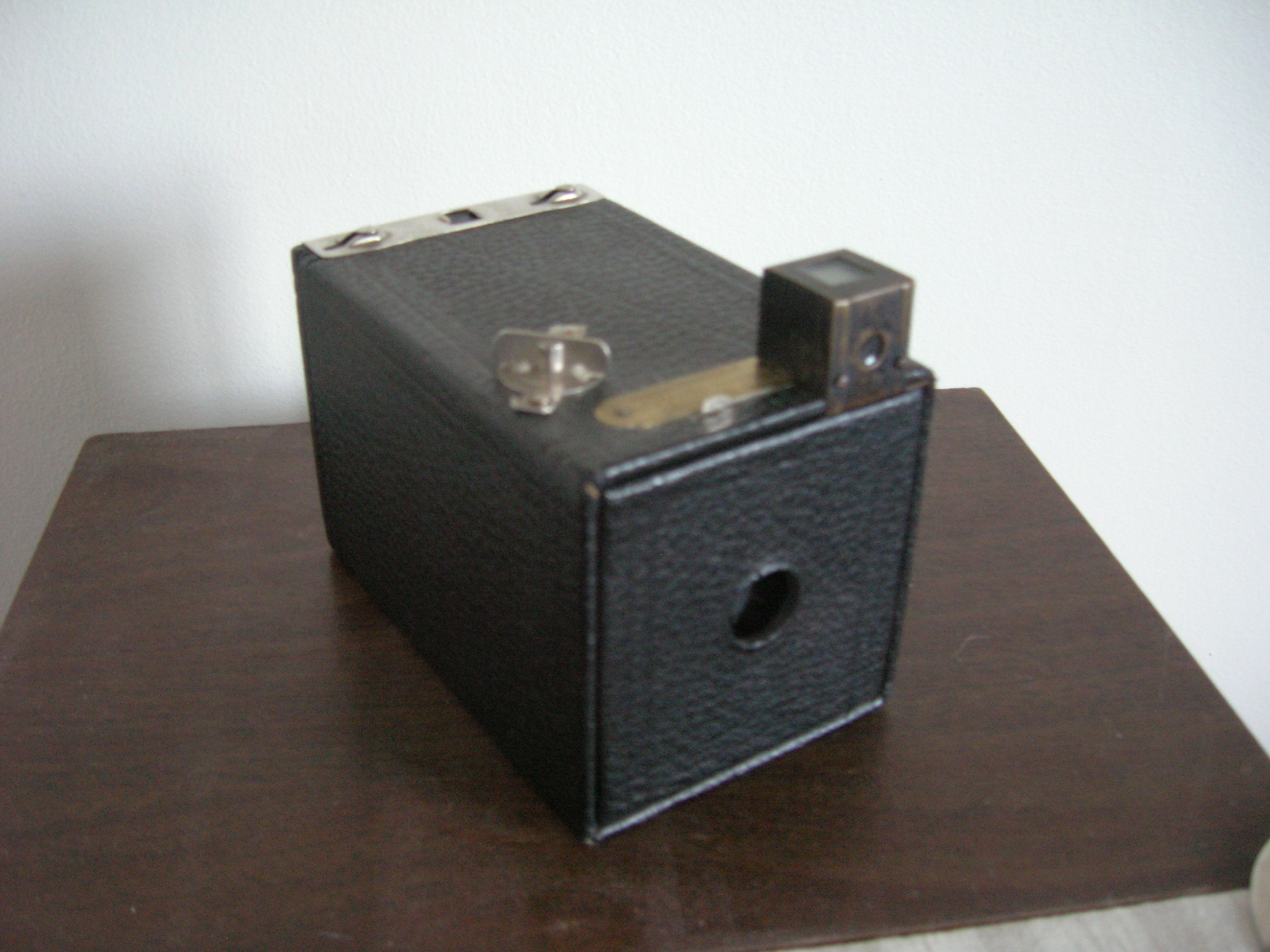
Un Brownie no 1 avec son viseur amovible (1900 - 1901)
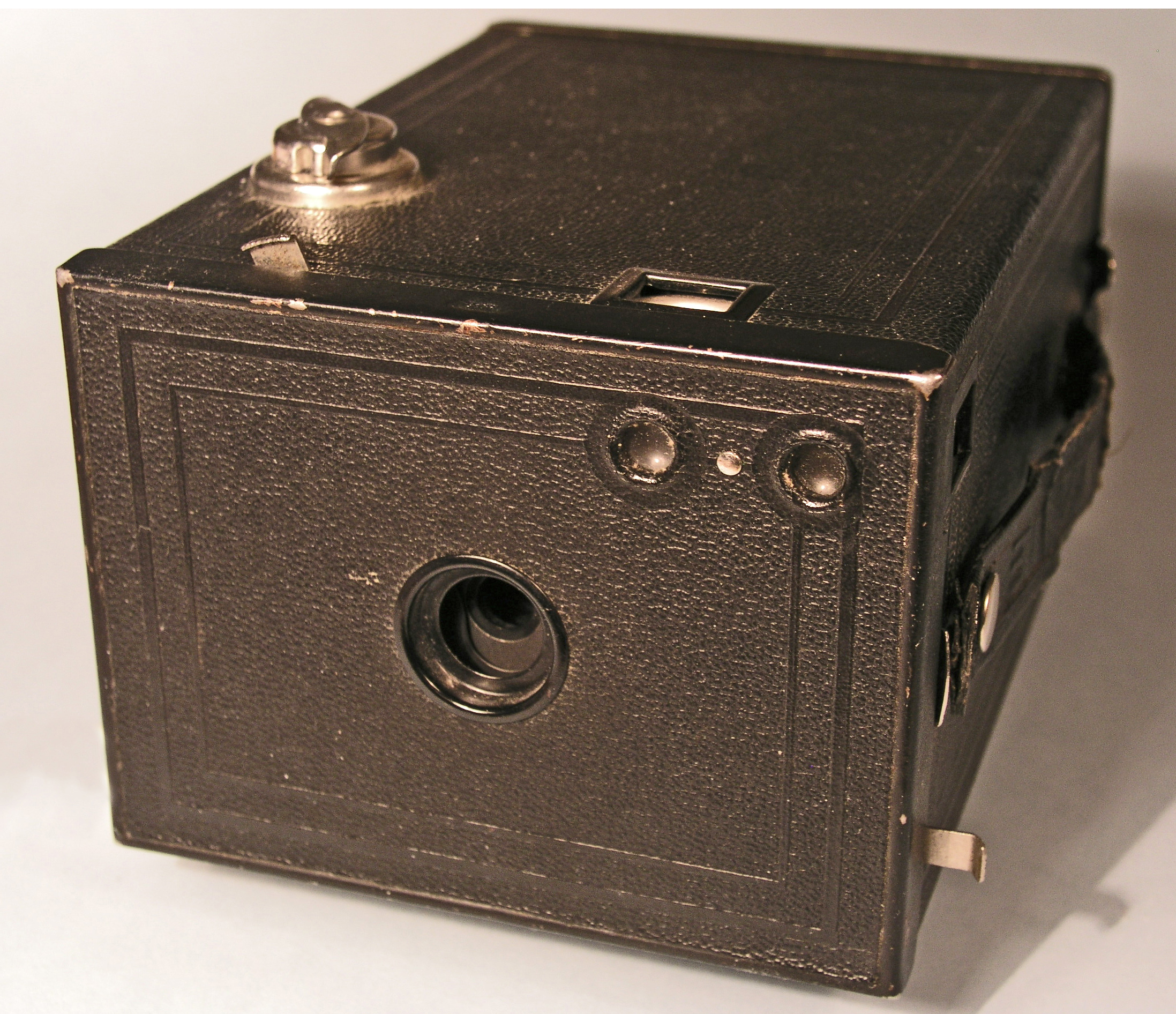
Un Brownie no 2 (1901 - 1933)
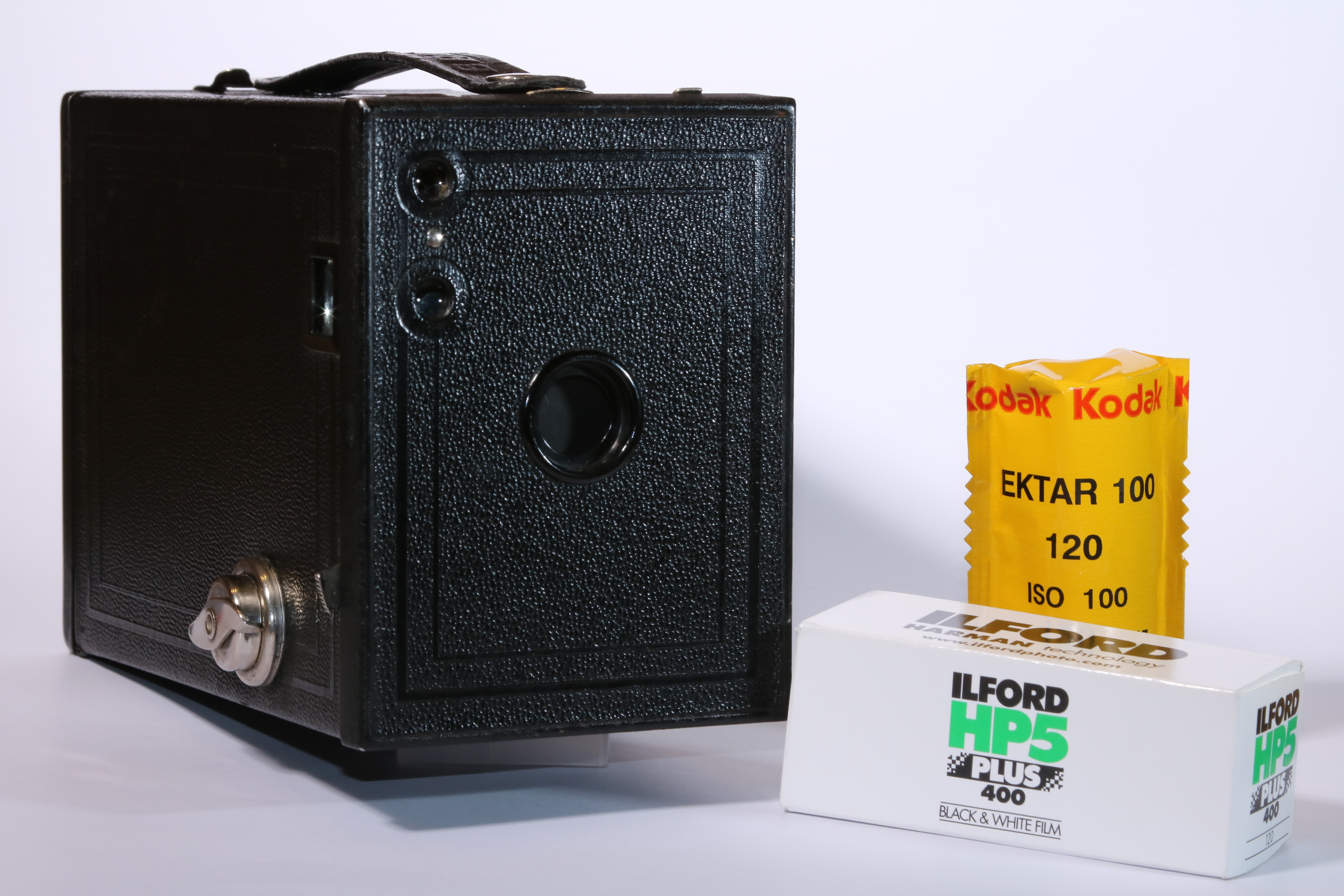
Brownie no 2 avec pellicules format 120 Kodak EKTAR 100 couleur et Ilford HP5 plus 400 noir et blanc. (1901 - 1933)
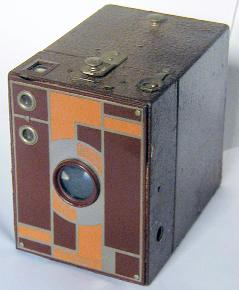
Le Beau Brownie dessiné par Walter Dorwin Teague (1930 - 1933)
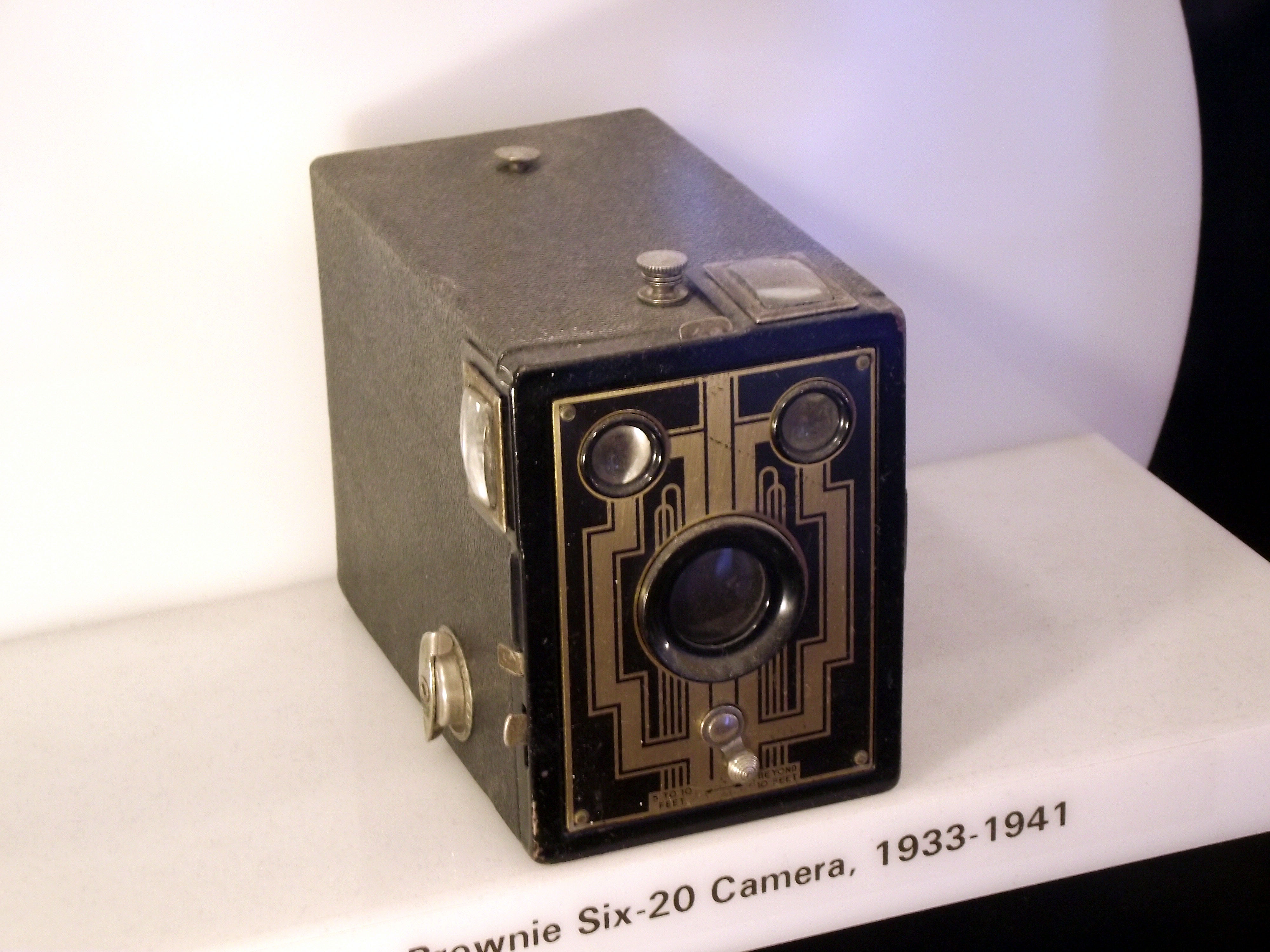
Le Brownie Junior Six-20 (1933)
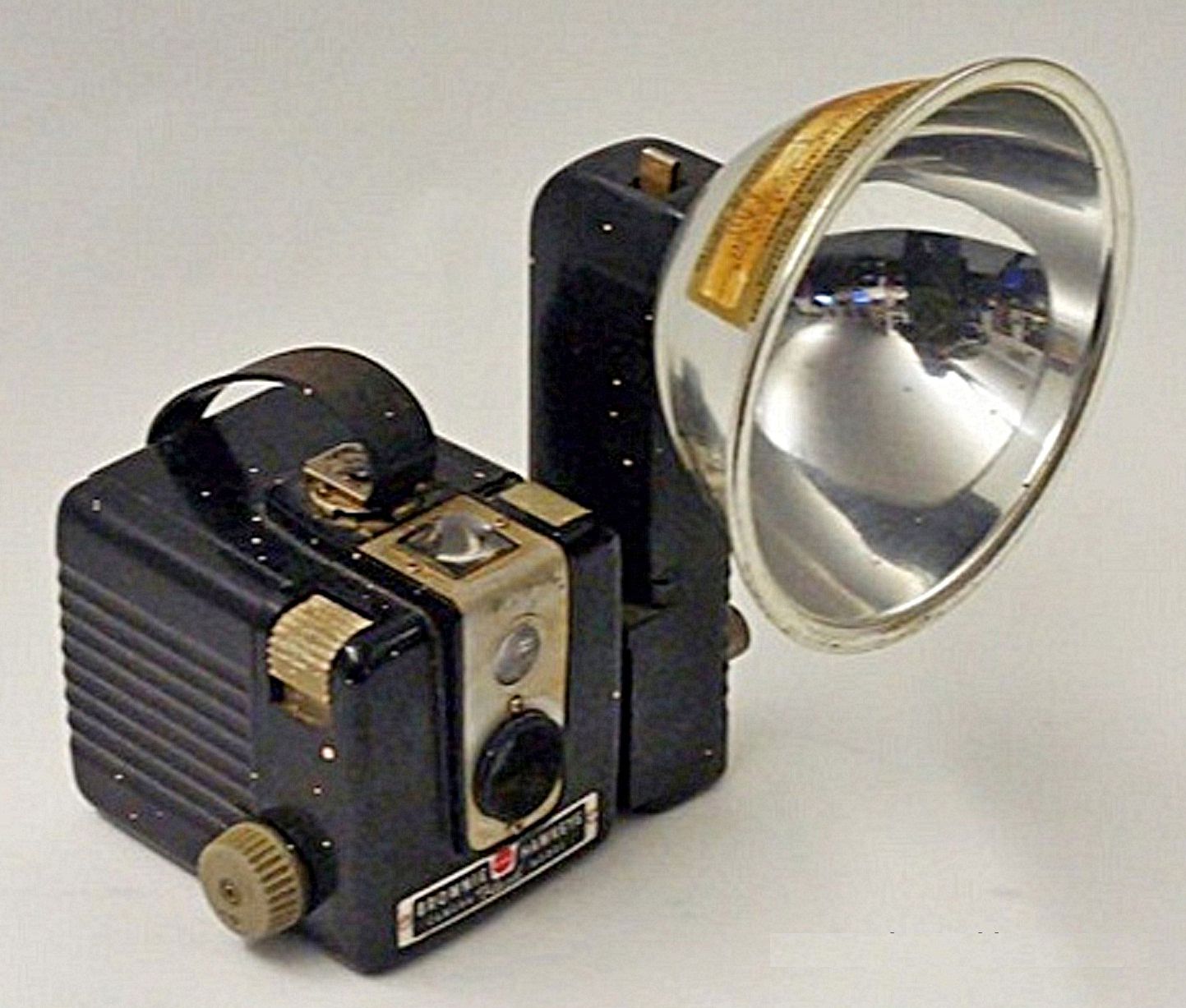
Brownie Hawkeye (« œil de faucon ») (1949 - 1961)

## Photographies prises avec des Brownie

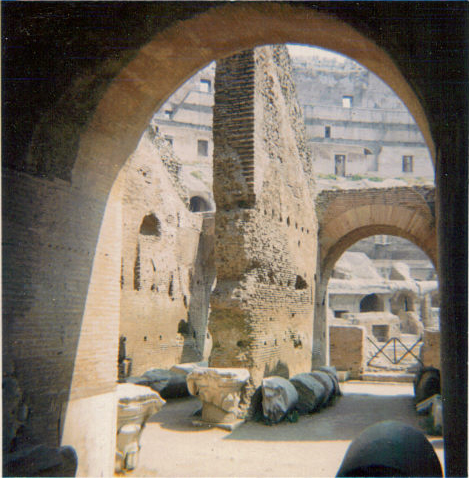
Le Colisée de Rome, Brownie 127, 1964.
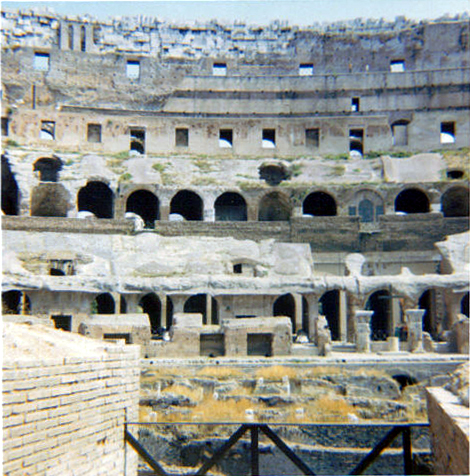
Intérieur du Colisée de Rome, Brownie 127, 1964.
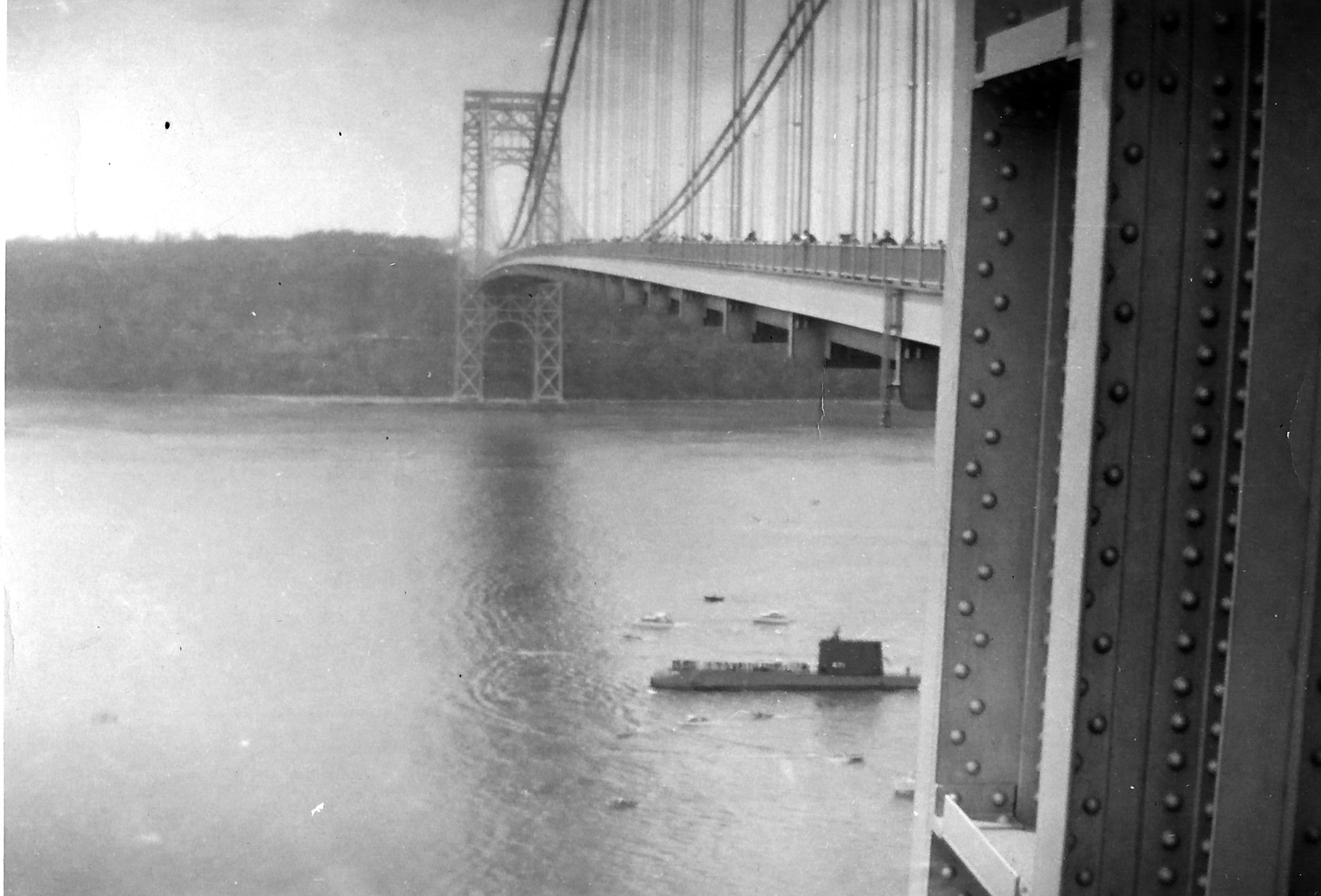
Le pont George-Washington et l'USS Nautilus (SSN-571), 1956.